# Hongria
Hongria (hongarès: Magyarország IPA [ˈmɒɟɒɾoɾsaːg]) és una república de l'Europa central, basada en l'històric Regne d'Hongria. Limita al nord amb Eslovàquia i Ucraïna, a l'est i al sud-est amb Romania, al sud amb Sèrbia i Croàcia, i a l'oest amb Eslovènia i Àustria.

## Història
L'arribada de les tribus magiars sota el comandament del cabdill Árpád des de les planes de l'Euràsia central (entre els Urals i el Volga) l'any 896 marca l'inici del primitiu estat hongarès. Pels volts de l'any 1000 el rei Esteve es converteix al cristianisme. Durant l'edat mitjana el Regne d'Hongria s'estendrà al vessant sud dels Carpats, a la plana del Danubi, englobant el que avui són Eslovàquia, Transsilvània, Vojvodina i Eslavònia.
El terme Regne d'Hongria es fa servir per a referir-se a l'anteriorment citada duradora configuració multiètnica de territoris amb l'objecte de marcar una clara distinció amb el modern estat d'Hongria, que és significativament més petit i més homogeni ètnicament. Abans i durant el segle xix, el terme hongarès feia ja referència a qualsevol habitant d'aquest estat, independentment de la seva ètnia.
Els termes en llatí natio Hungarica i Hungarus es referien a tots els nobles del regne. La consciència d'Hungarus (lleialtat i patriotisme per sobre dels orígens ètnics) es va donar entre qualsevol habitant d'aquest estat, encara que d'acord amb el Tripartitum d'Esteve Werbőczy, Natio Hungarica o Hungarus van ser només els nobles privilegiats, subjectes de la santa corona, independentment del seu origen ètnic.
Els magiars tendeixen a emfasitzar la continuïtat de l'estat hongarès i consideren el Regne d'Hongria com una fase del seu desenvolupament històric. La idea de continuïtat es reflecteix en els símbols nacionals i en les festivitats, així com en la commemoració oficial del mil·lenni d'història l'any 2000. D'acord amb el seu punt de vista, el Regne d'Hongria va ser en principi un país del poble magiar, encara que sense negar la presència i importància d'altres nacionalitats i molt menys discriminar-les de cap manera.
El Regne d'Hongria va ser juntament amb el Regne d'Anglaterra, el Regne de França, el Regne de Polònia, el Sacre Imperi Romanogermànic i els regnes hispànics, una de les potències europees durant la baixa edat mitjana i part de l'època moderna; molts d'aquests ja han desaparegut en l'actualitat com a règims monàrquics.

### Edat mitjana
El Regne d'Hongria fou fundat el 1000 pel rei sant Esteve, i tindrà 57 reis al llarg de més d'un mil·lenni d'existència; va resistir els atacs de tribus bàrbares d'Orient, com els cumans i petxenegs, i foren expulsats pels reis Salomó d'Hongria, Géza I d'Hongria i sant Ladislau I d'Hongria. Després de la mort del rei croat el 1091, sant Ladislau s'annexionarà els territoris del Regne de Croàcia a Hongria, dissolent-los dins de les fronteres hongareses.
El Regne hongarès s'enfrontarà a l'Imperi Romà d'Orient en diverses oportunitats, mantenint guerres com la del rei Géza II d'Hongria entre 1148 i 1155, on després l'emperador Manuel I Comnè aconseguirà estendre la seva influència sota el regnat de Béla III d'Hongria, fill de Géza II. Posteriorment, la debilitació romana d'Orient davant dels turcs generarà pèrdua d'interès a Hongria i haurà de concentrar-se en la seva pròpia defensa contra els exèrcits otomans.
Entre el 1217 i el 1221 va participar en la cinquena croada sota el rei Andreu II d'Hongria, i el 1241 va patir la invasió dels mongols de Batu Khan, que van arrasar el territori hongarès. Això forçarà el rei Béla IV a reconstruir l'estat i a crear una línia de defensa de més de 100 castells al llarg del regne.
El 1301 va morir Andreu III d'Hongria, l'últim membre de la casa d'Àrpad. Després d'un període caòtic de transició, el 1307 va pujar al poder Carles I Robert d'Hongria de la casa d'Anjou-Sicília, besnet per línia materna d'Esteve V d'Hongria. El nou monarca va restablir el debilitat poder reial i vencé els cabdills nobles que cada vegada tenien més poder sobre Hongria. Després del seu llarg regnat va ser succeït a la seva mort pel seu fill gran Lluís I el 1342. En heretar el tron del seu oncle el rei polonès, al final del seu regnat Lluís I es va convertir també en rei de Polònia.
Des del regnat de Lluís I el Gran, els hongaresos van lluitar contra els turcs otomans que realitzaven incursions invasives a Europa. Posteriorment, el rei Segimon d'Hongria va arribar a ser sobirà de Polònia, Bohèmia i del Sacre Imperi Romanogermànic, i fou la figura més important a Europa del seu temps, enfrontant-se novament als turcs.

### Renaixement

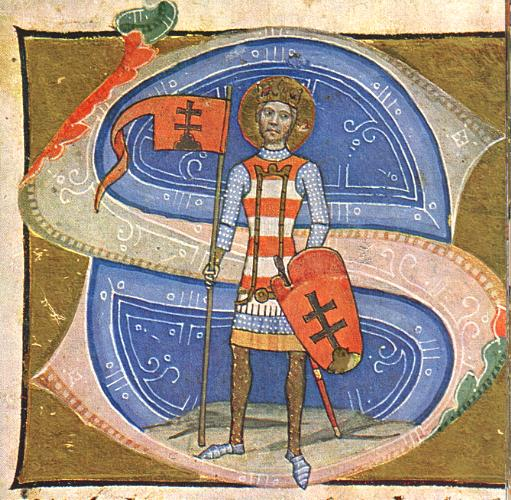
Esteve I d'Hongria

Sota el regnat de Maties Corví (1458-1490), Hongria va ser el primer regne a Europa a adoptar el Renaixement després d'Itàlia, rebent un impuls cultural i tecnològic superior al de qualsevol altra nació europea en el seu temps. Però al voltant del 1526, després de la derrota en la Batalla de Mohács, juntament amb la mort del rei Lluís II d'Hongria, el regne va caure en oblit i l'ocupació turca otomana va generar una constant situació de guerres i defenses de ciutats i fortaleses en el país fins al 1541, en què va caure la capital del regne, Buda.
El regne hongarès es va dividir en tres parts: una controlada pels Habsburg i el Sacre Imperi Romanogermànic, una altra com el viladat de Buda, dominada pels turcs, i una tercera independent, però vassalla dels otomans, coneguda com el Principat de Transsilvània. Aquesta situació continuarà fins al 1686, quan els exèrcits cristians aliats dels europeus van alliberar el regne de l'ocupació turca i aviat el van reunificar sota la figura de l'emperador germànic com el seu rei.

### Principat de Transsilvània
Després de la derrota soferta a Mohács el 1526, el comte Joan Szapolyai, voivodat de Transsilvània, va ser coronat com a rei hongarès, i al mateix temps el noble Ferran I d'Habsburg, germà de l'emperador germànic, també es va fer coronar monarca d'Hongria. Tots dos monarques van actuar com a antireis per un temps fins a la mort de Szapolyai, quan Ferran va prendre el poder i a partir d'aquell moment només la casa d'Habsburg ocuparia la corona del regne.
La regió de Transsilvània es va convertir amb el fill de Szapolyai, Joan Segismón Szapolyai, en el Principat Independent de Transsilvània, i a partir d'aquest seguirà irradiant la cultura hongaresa enmig del caos politicoadministratiu. Alguns prínceps de Transsilvània van dur a terme guerres independentistes contra els Habsburg, amb l'objectiu de reunificar el Regne d'Hongria sota una figura hongaresa, però com a vassalls del sultà turc. Les guerres dels prínceps Esteve Bocskai i Gabriel Bethlen van resultar en un fracàs i el regne va continuar pràcticament dividit fins al 1686, quan els exèrcits germànics de l'emperador Leopold I d'Habsburg van irrompre a Hongria i van expulsar els turcs otomans. El Principat de Transsilvània va ser dissolt tal com havia estat creat dins del Regne hongarès, i la figura del príncep va desaparèixer.
Abans d'aquest procés, els dos últims prínceps de Transsilvània, Emeric Thököly i Francesc II Rákóczi, van fer guerres independentistes per obtenir la independència del poder dels Habsburg, però totes fracassaren, com les dels seus predecessors.

### Hongria reunificada
El regne va ser reunificat sota la figura del monarca germànic i aviat li va seguir un procés de reoccidentalització i germanització per l'emperador germànic i rei hongarès. Els seus descendents, la reina Maria Teresa I d'Àustria i el seu fill Josep II d'Habsburg van intensificar aquest procés, mantenint molt a prop d'ells el regne i en moltes ocasions marginant els aristòcrates hongaresos. Després de la dissolució del Sacre Imperi Romanogermànic per Napoleó Bonaparte, iniciat el segle xix, va sorgir l'Imperi Austríac amb l'emperador Francesc I d'Àustria, que era al mateix temps també rei d'Hongria i de Bohèmia.

### Edat moderna
La desfeta hongaresa en la Batalla de Mohács davant les tropes otomanes (1526) comportarà la pràctica desaparició del Regne d'Hongria, del qual sols restarà una estreta franja de territori a la part occidental d'aquest i amb capital a Pózsony (Pressburg, actualment Bratislava). Unit dinàsticament a les possessions dels Habsburg per aclamació de la noblesa que havia aconseguit escapolir-se dels turcs, no serà fins al pas del segle xvii al xviii que es produeixi la reconquesta del territori perdut. Tanmateix, el país serà reduït administrativament a província austríaca i l'alemany declarat llengua oficial (1780).

### Edat contemporània

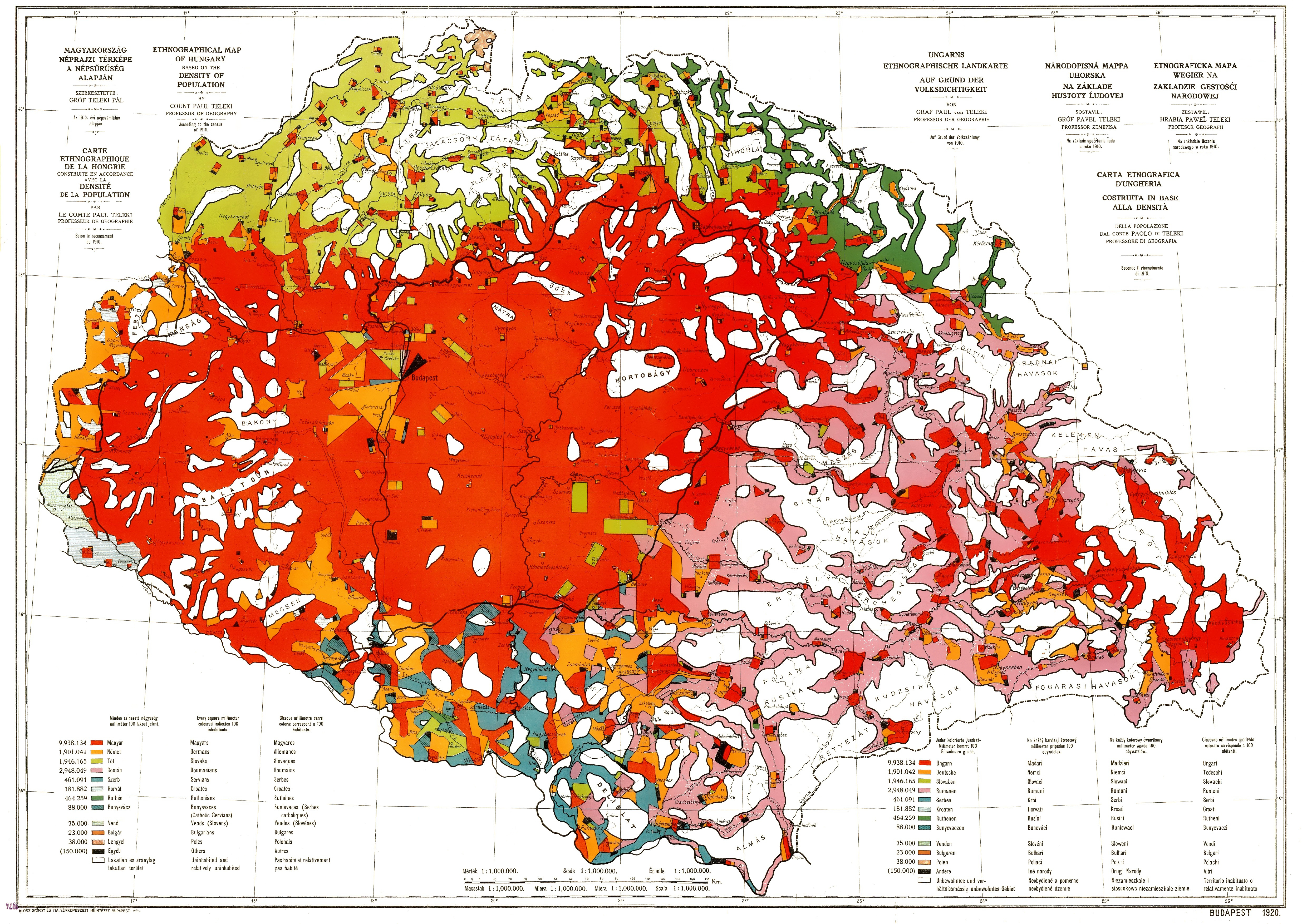
Mapa etnogràfic d'Hongria a l'any 1910, on es mostren les ètnies fortament predominants de Romanesos i Eslovacs, entre altres ètnies.

El 1848 es va dur a terme una protesta que va culminar en una revolució hongaresa contra la monarquia austríaca. Aquesta va fallar igual que les anteriors guerres d'independència, però lentament va obrir pas per a la formació de l'Imperi Austrohongarès, declarat el 1867, i fou Francesc Josep I el seu emperador.
La Revolució de 1848 provocarà la revolta d'Hongria i la seva proclamació d'independència sota el govern de Lajos Kossuth. Els Habsburg sufocaran la revolta l'any següent amb l'ajut de la Rússia de Nicolau I de Rússia; s'inicià, llavors, un període de repressió política que sols s'atenuarà a partir de 1860.
Després de la derrota austríaca en la batalla de Sadowa (1866) el govern imperial acordarà amb les personalitats hongareses més influents la restauració de les institucions pròpies; l'acord serà materialitzat el 1867: la monarquia serà dual en la mateixa persona, alhora emperador d'Àustria i rei d'Hongria. Fins al final de la Primera Guerra Mundial, el govern estarà en mans de la poderosa aristocràcia terratinent, que endegarà una campanya de magiarització de les minories ètniques, mentre una florent burgesia impulsa la industrialització del país. La nova capital, Budapest, formada per la unió de les ciutats de Buda, Obuda i Pest, septuplicarà la seva població en cinquanta anys i assolirà un ambient absolutament cosmopolita.
A causa de la derrota en la Gran Guerra, esclatà a Budapest el novembre de 1918 una revolta que durà a la proclamació de la República, presidida pel comte Mihály Károlyi. El març de 1919 els comunistes dirigits per Béla Kun assumiran el poder de la República Soviètica Hongaresa fins a ser derrotats per les forces contrarevolucionàries ajudades per l'exèrcit romanès durant la Guerra hongaroromanesa.
Pel tractat del Trianon (1920) se sancionà el país amb la pèrdua de dues terceres parts del seu territori, atorgant-se a Romania, Iugoslàvia i Txecoslovàquia, deixant així molts hongaresos com a minories als estats recentment formats. L'almirall Miklós Horthy intentà reinstaurar la monarquia en la persona del derrocat Carles I d'Àustria i IV d'Hongria, però acabà traint-lo i autoproclamant-se regent -sense rei- (1920-1944).
L'afebliment econòmic d'Hongria després de la Primera Guerra mundial va ser canalitzat i corregit pel regent Horthy, que va conduir el regne en la Segona Guerra Mundial al costat de les potències de l'eix. Tot i que no era de postura pro nazi, Horthy es va veure forçat a pactar la seva participació en la guerra i posteriorment a acceptar l'ocupació alemanya. El 1944 negocià unilateralment la pau amb els aliats i aleshores fou ocupada per les tropes alemanyes. Horthy va ser detingut i traslladat a Baviera, i el seu lloc fou ocupat per Ferenc Szálasi, dirigent del Partit de la Creu Fletxada, declaradament pro nazi. El país patí en pocs mesos la massiva deportació i extermini de més de mig milió de jueus.
Un cop alliberat el país per les tropes russes, hi haurà un breu període democràtic, però el 1947 s'instaurarà a Hongria un règim comunista sota el Partit dels Treballadors Hongaresos. El país ingressarà al COMECON (1949) i al pacte de Varsòvia (1955). Afavorida pels nous vents després de la mort de Stalin, el 1956 hi hagué una revolta popular encapçalada pel primer ministre reformista Imre Nagy, que fou cruentament sufocada per l'exèrcit soviètic. Nagy fou deportat a Romania i afusellat dos anys després, mentre el país era sotmès al govern titella de János Kádár, que romangué en el poder fins a la seva dimissió el 1988. Tanmateix, aquest havia impulsat progressivament l'economia de mercat i el multipartidisme, de manera que Hongria seria el país més desenvolupat de l'Europa de l'Est.
Amb el col·lapse de la Unió Soviètica el 1991, Hongria recuperà la democràcia per simple reconversió dels dirigents comunistes. El 1999 ingressà a l'OTAN, i el 2004 a la Unió Europea. Tanmateix, l'economia totalment estatalitzada i la magnitud del deute extern han causat que el país no hagi estat admès a la zona euro.
El 4 d'agost de 2010 es va produir un accident mediambiental a la localitat d'Ajka.
El dia 1 de gener de 2012 la República d'Hongria (Magyar Köztársaság) va canviar oficialment el seu nom a Hongria (Magyarország), un canvi emmarcat en la polèmica reforma de la constitució aprovada l'any anterior.

## Subdivisions
Hongria és una república. El seu nom oficial és Magyarország. El país està dividit en megye o províncies, ciutats autònomes i la capital.

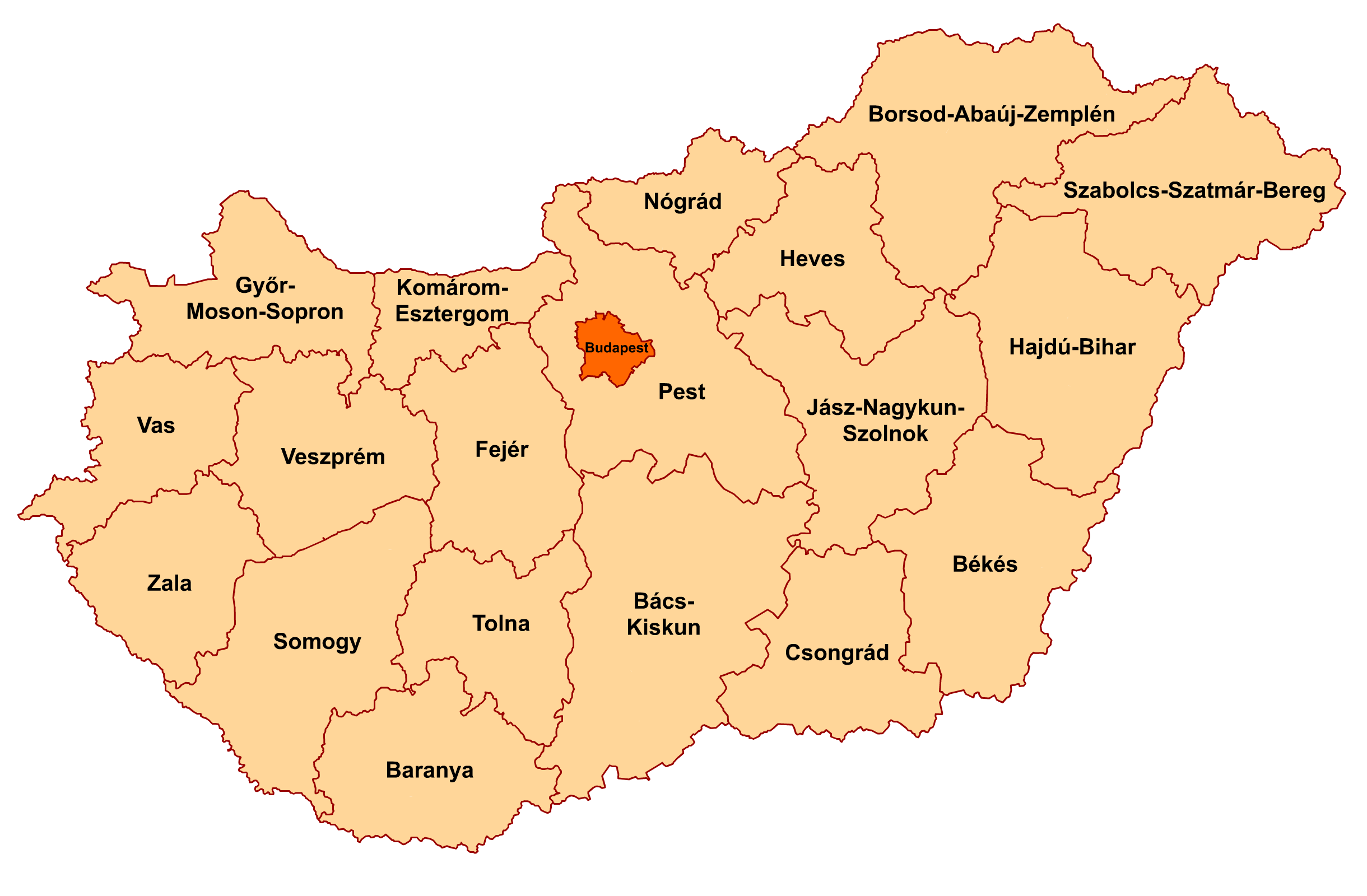
Organització territorial d'Hongria

| - Capital: - Budapest - Províncies: - Bács-Kiskun - Baranya - Békés - Borsod-Abaúj-Zemplén - Csongrád - Fejér - Gyõr-Moson-Sopron - Hajdú-Bihar - Heves - Jász-Nagykun-Szolnok - Komárom-Esztergom - Nógrád - Pest - Somogy - Szabolcs-Szatmár-Bereg - Tolna - Vas - Veszprém - Zala | - Ciutats autònomes: - Békéscsaba - Debrecen - Dunaújváros - Eger - Érd - Gyõr - Hódmezõvásárhely - Kaposvár - Kecskemét - Miskolc - Nagykanizsa - Nyíregyháza - Pécs - Salgótarján - Sopron - Szeged - Székesfehérvár - Szekszárd - Szolnok - Szombathely - Tatabánya - Veszprém (ciutat) - Zalaegerszeg |

## Geografia

Mapa d'Hongria

### Geografia física
Hongria es pot dividir en tres zones principals: el nord muntanyós (amb turons i muntanyes baixes prop de la frontera eslovena, la més elevada de les quals és el Kékes, amb 1.014 m), la gran plana a l'est del Danubi (l'Alföld) i la part occidental, també plana amb alguns turons, on destaca el llac Balaton i les muntanyes Bakony.
Té tres grans rius, el Danubi i els seus afluents Tisza i Dráva, a més a més de llacs de diversa consideració, com el ja esmentat Balaton i el Fertő o Neusiedler, a la frontera amb Àustria.
La superfície és de 93.030 km².

### Geografia humana
A Hongria, hi viuen poc més de deu milions d'habitants (10.006.835, estimació del 2005), amb un creixement anual negatiu (-0,29% el 2003). La majoria dels hongaresos pertanyen a l'ètnia magiar (89,9%) que parlen hongarès, tot i que també hi ha una població important de gitanos i d'altres minories europees, com romanesos, alemanys, serbis o eslovacs. La capital n'és Budapest.
L'índex d'alfabetització és força alt (99,4% el 2003). Els hongaresos han desenvolupat una literatura de bona qualitat a nivell mundial, amb autors reconeguts com Imre Kertész, Sándor Petőfi o Sándor Márai.
La capital del país és Budapest, i les ciutats principals són Debrecen, Miskolc, Szeged, Pécs i Győr.

## Economia

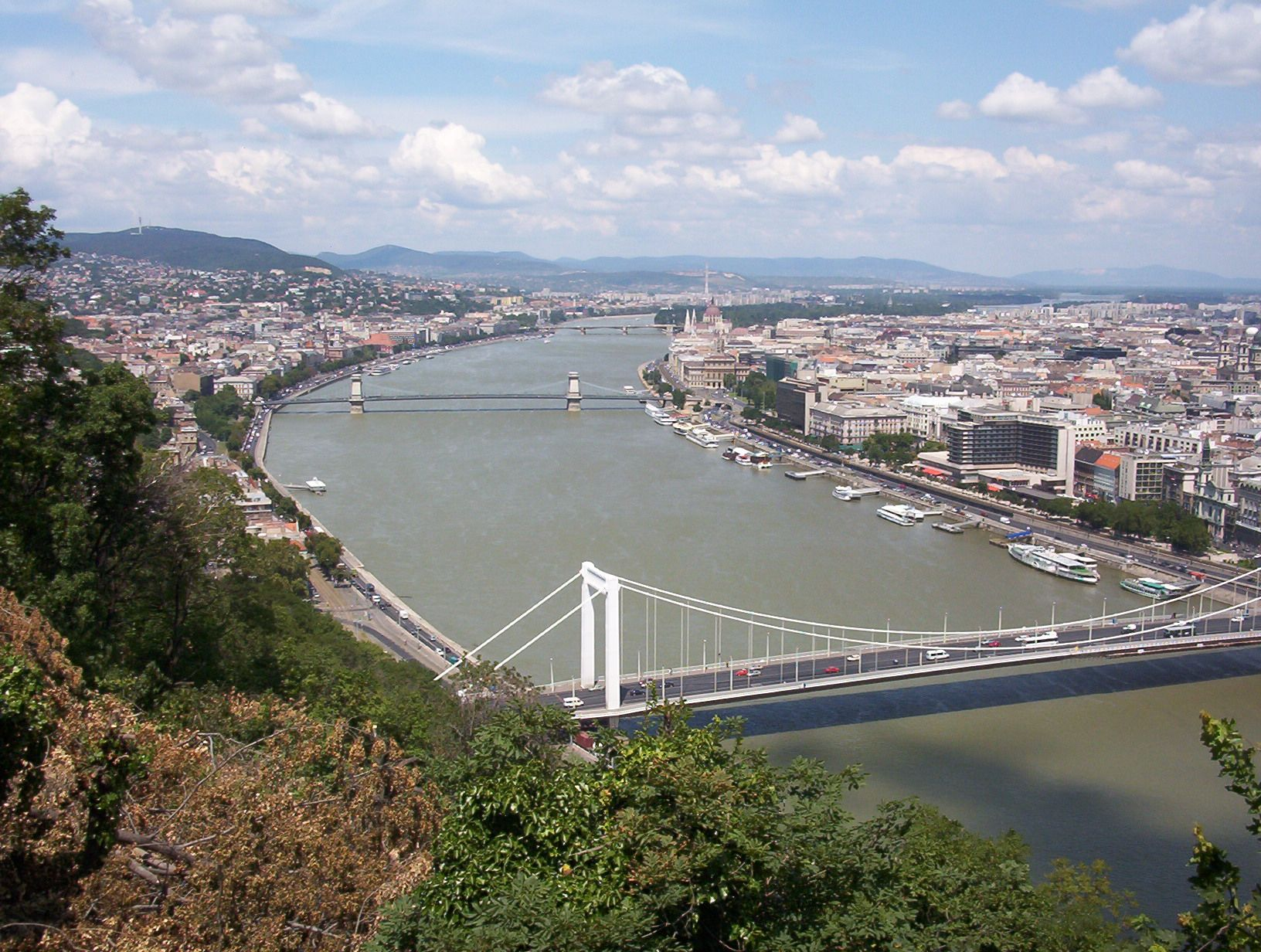
Budapest, ciutat més poblada del país

En 1995 el fòrint es va tornar convertible per a totes les transaccions comptables, i l'any següent, amb l'admissió a l'OCDE, també per a totes les transaccions de capital. Després del Referèndum d'adhesió d'Hongria a la Unió Europea de 2003, es va produir la incorporació en 1 de maig de 2004. Per evitar la fallida durant la Crisi financera global es va veure obligada a demanar un ajut de 20.000 milions d'euros al Fons Monetari Internacional, la Unió Europea i el Banc Mundial, que es va acabar de tornar en 2016.

## Cultura

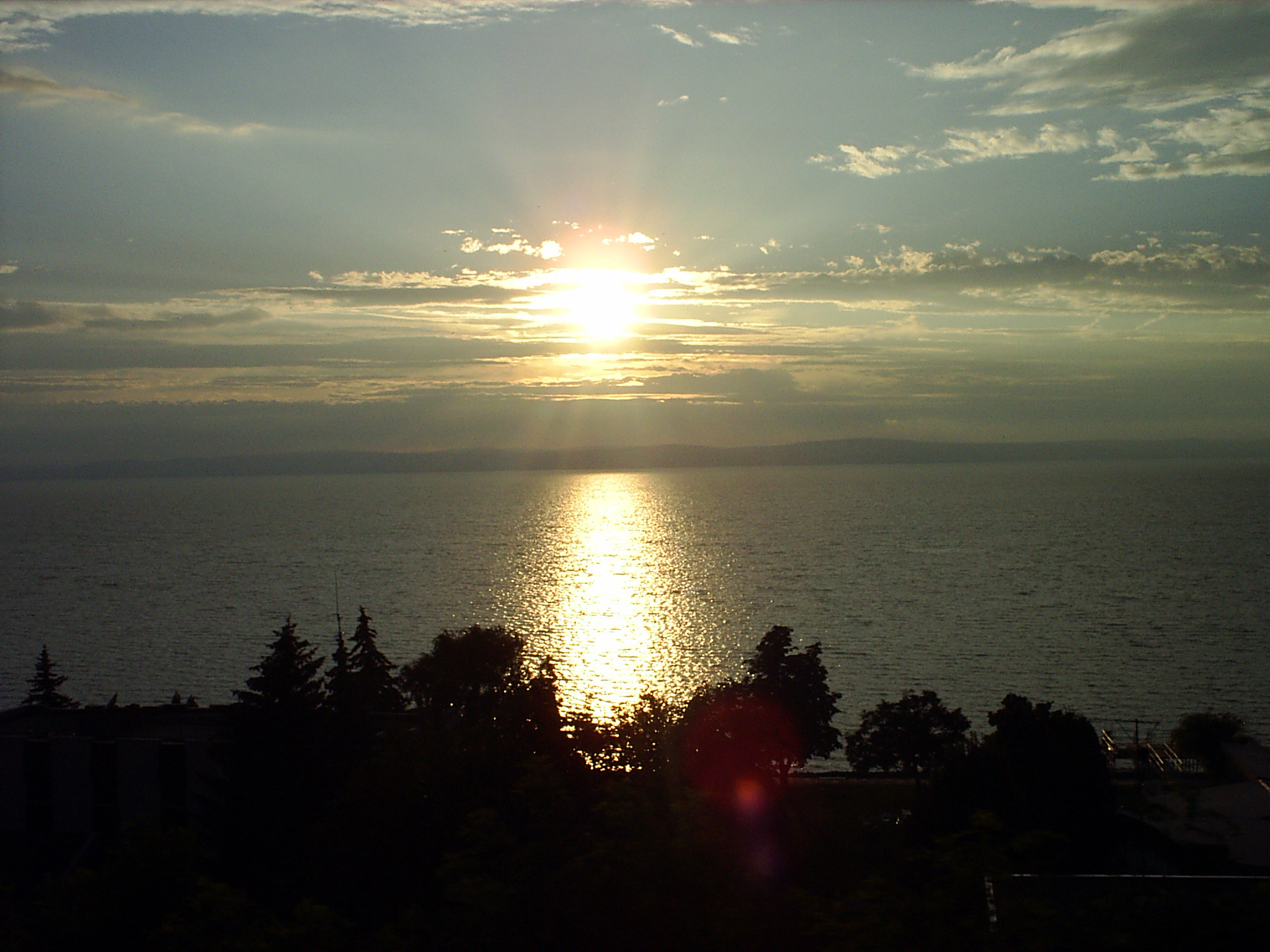
Capvespre al llac Balaton

La cultura hongaresa ha tingut una evolució magistral al llarg dels segles, rebent influències turques, llatines, germàniques, entre moltes d'altres. Recentment, s'ha esbrinat que el seu idioma existeix gairebé invariable des de fa diversos milers d'anys, en haver-se descobert un gravat en magyar nyelv (idioma hongarès antic).
Quant a l'arquitectura, a Hongria es poden veure la més gran sinagoga d'Europa (la Gran sinagoga del carrer Dohány), el bany medicinal europeu més gran (el bany medicinal Széchenyi), una de les més grans basíliques d'Europa (basílica Esztergom), així com la necròpoli cristiana més gran del món (a Pécs), a part de les que hi ha a Itàlia. Els estils arquitectònics més importants d'Hongria són l'arquitectura historicista i l'art nouveau, en l'últim va destacar l'arquitecte Odón Lechner. Un 50% de la població és catòlica, un 30% de calvinistes i un 20% de no religiosos o altres creences.

## Esports
Hongria destaca en l'esport col·lectiu del waterpolo, així com en el llançament de martell. També tenen molta tradició l'esgrima i la natació, per la qual Hongria ha aconseguit molts èxits internacionals. Les seves figures màximes en l'esport de tots els temps han estat els futbolistes Ferenc Puskás i Ladislau Kubala, que van realitzar unes reeixides carreres en el futbol espanyol. La millor participació d'Hongria als Jocs Olímpics va ser el 1952, quan va obtenir el tercer lloc en el quadre de medalles.Galeria

## Galeria

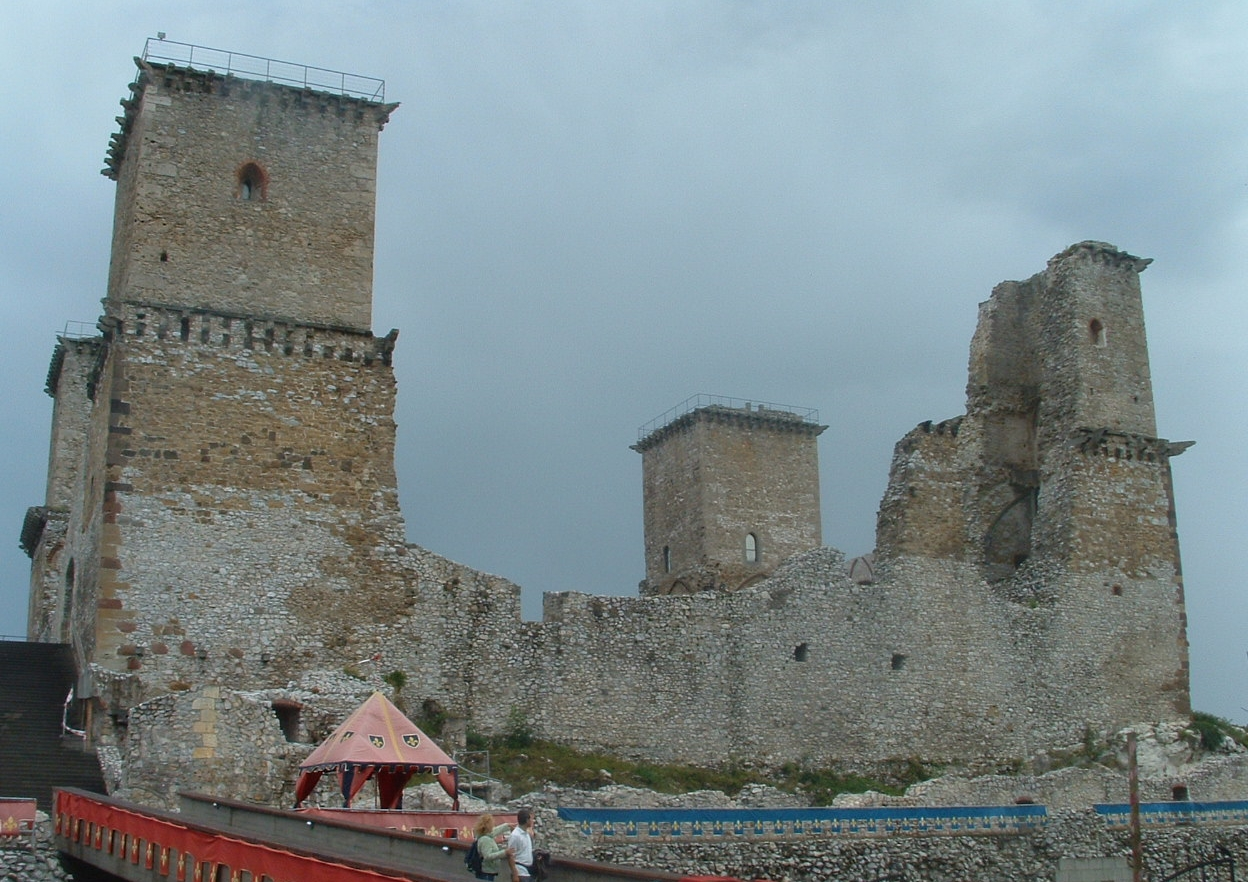
Diósgyőr
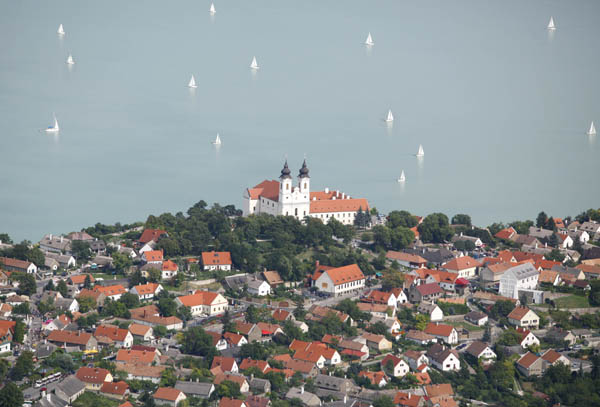
Tihany
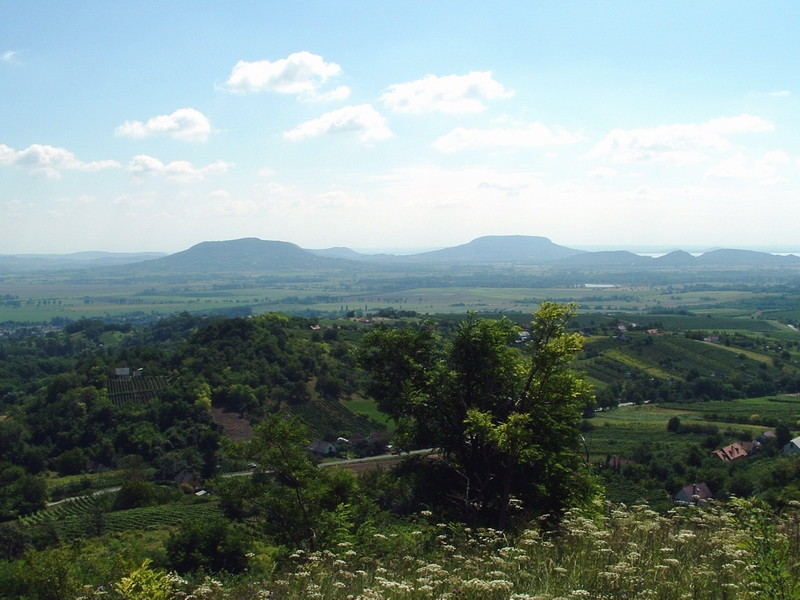
Transdanubia
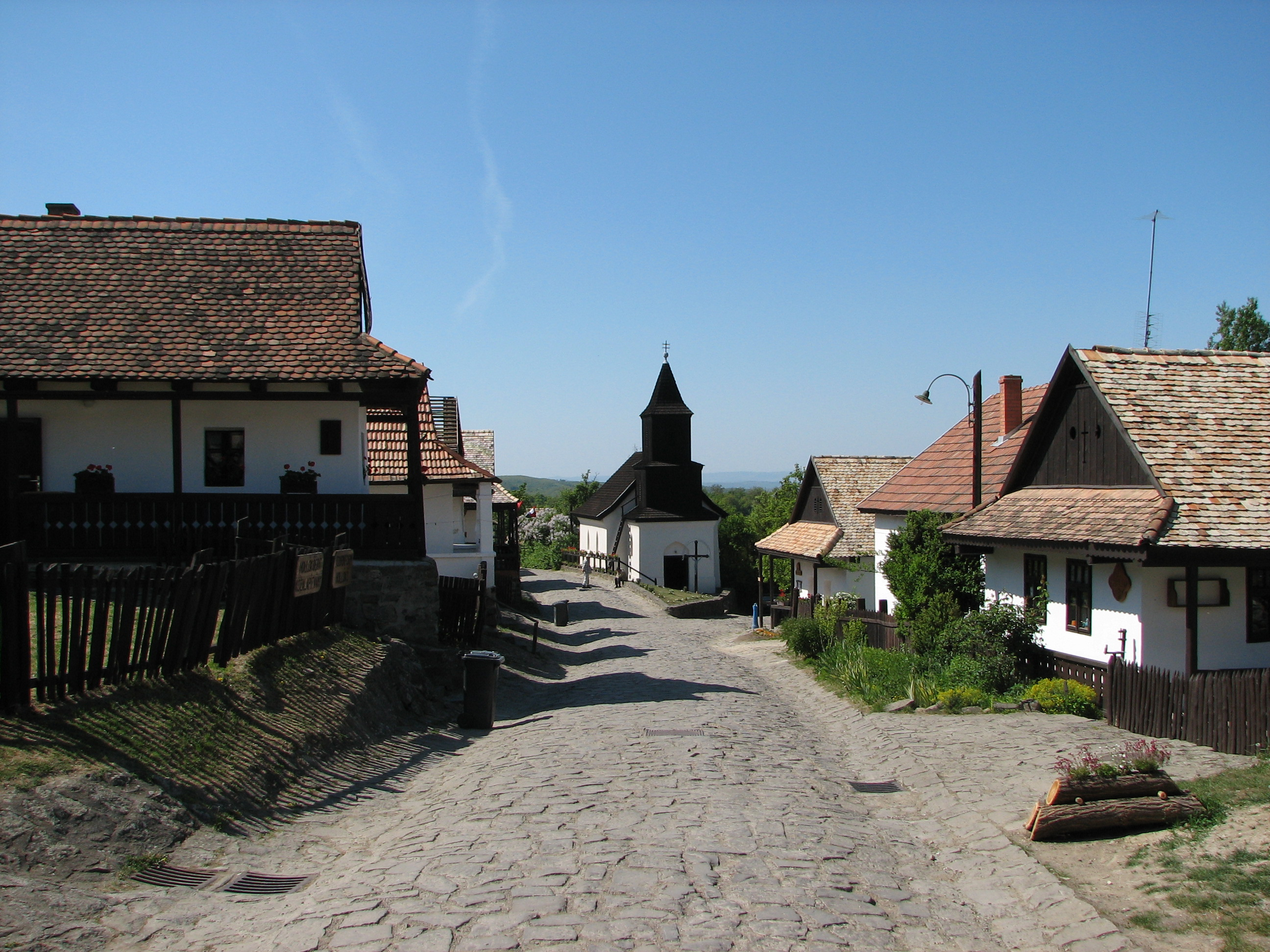
Hollókő
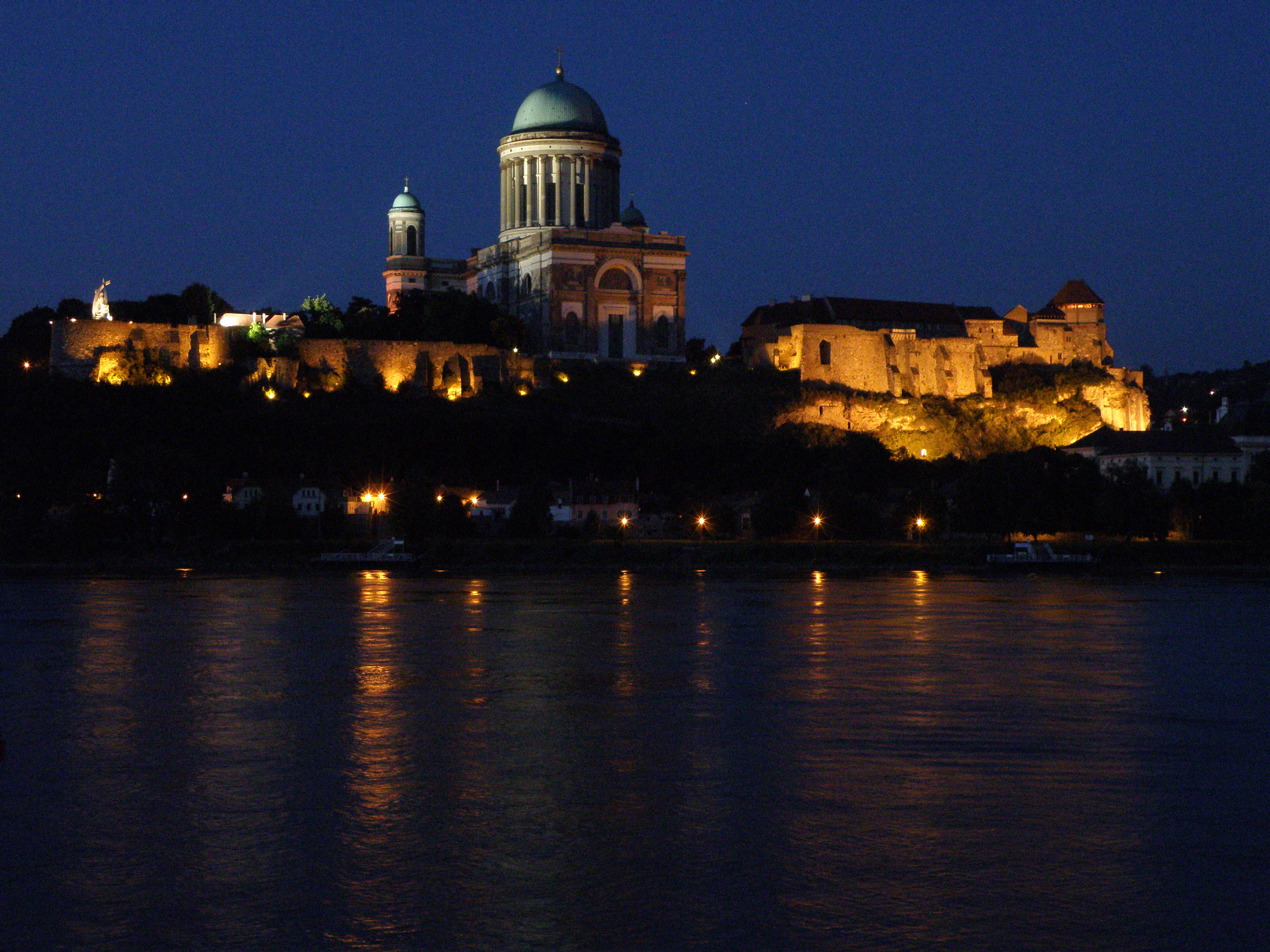
Esztergom
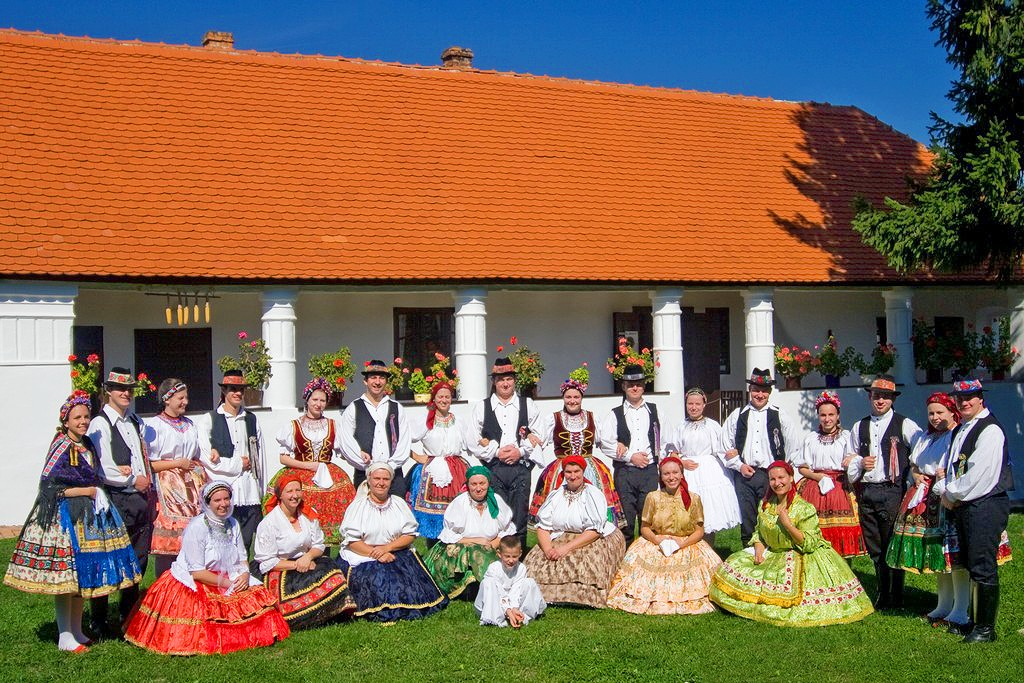
Vestits tradicionals
Esterháza